# Delfos LMS
La plataforma Delfos - LMS (Learning Management System) es un desarrollo colombiano.  Permite la completa configuración de ambientes de educación en línea.  Su esquema académico propuesto facilita la organización de programas de formación en carreras y ciclos.  Inclusive se pueden llevar a cabo la implementación de programas semi presenciales, teniendo en cuenta que a la hora de la implantación del Campus Virtual, los contenidos de todos los cursos pueden no estar disponibles. 
Está desarrollado con modelo de tres capas sobre plataforma Java, usando frameworks de desarrollo como Hibernate, Spring y JSF. Brinda además un esquema para integrar juegos elaborados en Adobe Flash y tomando la base de preguntas administradas por el sistema.
Actualmente se encuentra instalado en empresas en Colombia y Ecuador.